# Atletismo nos Jogos Pan-Americanos de 1955 - 800 m masculino
A prova dos 800 m masculino nos Jogos Pan-Americanos de 1955 foi realizada na Cidade do México, México.

## Medalhistas
| Ouro                             | Prata                              | Bronze                   |
| Arnold Sowell USA Estados Unidos | Lonnie Spurrier USA Estados Unidos | Ramón Sandoval CHI Chile |

## Resultados
| Posição           | Nome               | Nacionalidade      | Tempo   | Notas |
| ----------------- | ------------------ | ------------------ | ------- | ----- |
| Medalha de ouro   | Arnold Sowell      | USA Estados Unidos | 1:49.86 |       |
| Medalha de prata  | Lonnie Spurrier    | USA Estados Unidos | 1:50.51 |       |
| Medalha de bronze | Ramón Sandoval     | CHI Chile          | 1:52.52 |       |
| 4                 | Malvin Whitfield   | USA Estados Unidos | 1:52.66 |       |
| 5                 | Juan Miranda       | ARG Argentina      | 1:53.31 |       |
| 6                 | Argemiro Roque     | BRA Brasil         | 1:53.98 |       |
| 7                 | Evelio Planas      | CUB Cuba           | 1:57.69 |       |
| 8                 | Waldemiro Monteiro | BRA Brasil         | 1:57.74 |       |